# Consejo Nacional de Inteligencia
El Consejo Nacional de Inteligencia (CNI) es un órgano del Estado paraguayo encargado de orientar las actividades de inteligencia y contrainteligencia dentro del Sistema Nacional de Inteligencia (SINAI). Sus funciones incluyen la aprobación del Plan Anual de Inteligencia, la validación de procedimientos operativos y la presentación del Plan Nacional de Inteligencia al presidente de la República.
Está presidido por el secretario de Inteligencia e integrado por los titulares del Ministerio del Interior, Ministerio de Defensa Nacional, Secretaría Nacional Antidrogas (Senad) y Secretaría de Prevención de Lavado de Dinero o Bienes (Seprelad), quienes pueden ser representados por sus respectivos directores de inteligencia.
El CNI establece lineamientos estratégicos, aprueba planes y colabora en su elaboración, atendiendo a riesgos que afecten la seguridad nacional, el orden constitucional y el sistema democrático.